# Robert Black (homme politique)
Pour les articles homonymes, voir Robert Black et Black.
Robert Black, né le 27 mars 1962 à Fergus, est un sénateur canadien de l'Ontario, membre du Groupe des sénateurs canadiens. Il est nommé au Sénat par le premier ministre Justin Trudeau le 15 février 2018. Avant sa nomination, Black était un chef de file du secteur agricole.

## Biographie
Robert Black naît et grandit à Fergus, en Ontario. En 1981, il est diplômé de la Centre Wellington District High School. En 1985, il obtient un baccalauréat en sciences en agriculture à l'Université de Guelph. 
Fonctionnaire au Ministère de l'Agriculture de l'Ontario durant une quinzaine d'années, il est directeur général du Rural Ontario Institute depuis 2010. 
Il est également actif dans l'organisation de jeunesse agricoles 4-H depuis les années 1970 et préside le Conseil des 4-H du Canada. Il préside également le conseil d'administration du Temple de la renommée de l'agriculture en Ontario et la Société historique du comté de Wellington. 
Il est marié, a quatre enfants adultes et deux petits enfants.

## Carrière politique
En 2014, il se présente aux élections pour être représentant de quartier dans le district 5 du comté de Wellington et est élu. Il conserve ce mandat jusqu'à sa nomination au Sénat.
En juillet 2016, il pose sa candidature au Sénat auprès du premier ministre Justin Trudeau dans le cadre de la nouvelle procédure de nomination non partisane. Il est nommé en février 2018 et siège au sein du Groupe des sénateurs indépendants.
Le 4 novembre 2019, il fait partie des membres fondateurs du Groupe des sénateurs canadiens.